# Tarjei Sandvik Moe
Tarjei Sandvik Moe (Oslo, 24 maggio 1999) è un attore norvegese conosciuto grazie alla webserie Skam.

## Biografia
Nella serie Skam recita il ruolo di Isak Valtersen, personaggio presente in tutte e quattro le stagioni della serie. Nel 2017, per il suo ruolo di Isak Valtersen, è stato candidato insieme alla sua co-star Henrik Holm per il Gullruten Award e l'Audience Award, vincendoli entrambi. Hanno vinto anche il "Best Tv Moment Award" per la scena O Helga Natt della terza stagione, della quale erano protagonisti.
Moe ha frequentato la Hartvig Nissen School, la stessa scuola dove ha sede il set di Skam.

## Filmografia

### Cinema
- En affære (2018)
- Strømmeland (2019)
- On/Off - short film (2019)
- Skitten Snø (2019)
- Ocean - short film (2019)
- Vi Burde Ha Vært På Film - short film (2020)
- Gledelig Jul (2020)
- Maxitaxi Driver (2021)
- Hemale Education - short film (2021)
- Possession (2022)

### Televisione
- Skam - serie TV (2015-2017)
- Melk - serie TV (2017)
- Østkant/Vestkant - serie TV (2017)